# Heraclia batesi
Heraclia batesi är en fjärilsart som beskrevs av Druce 1910. Heraclia batesi ingår i släktet Heraclia och familjen nattflyn. Inga underarter finns listade i Catalogue of Life.